# Pfadfinderversprechen
Eine zentrale Methode der Pfadfinderbewegung ist das Bekenntnis jedes Einzelnen zu den Idealen der Bewegung. Dafür legt jeder Pfadfinder das Pfadfinderversprechen ab. Die ursprüngliche Fassung wurde durch den Gründer der Pfadfinderbewegung Baden-Powell formuliert.

## Inhalte des Pfadfinderversprechens
Aufbauend auf Baden-Powells Formulierung haben fast alle Pfadfinderverbände eigene Versprechenstexte entwickelt, die sich meist an den drei Kernpunkten des Originaltextes orientieren:
- Verpflichtung gegenüber Gott,
- Verpflichtung gegenüber den Mitmenschen,
- Verpflichtung gegenüber sich selbst.

In nicht-religiös orientierten Verbänden wird die Verpflichtung gegenüber Gott – entgegen der ursprünglichen Intention von Baden-Powell – häufig weggelassen.

## Versprechensfeier

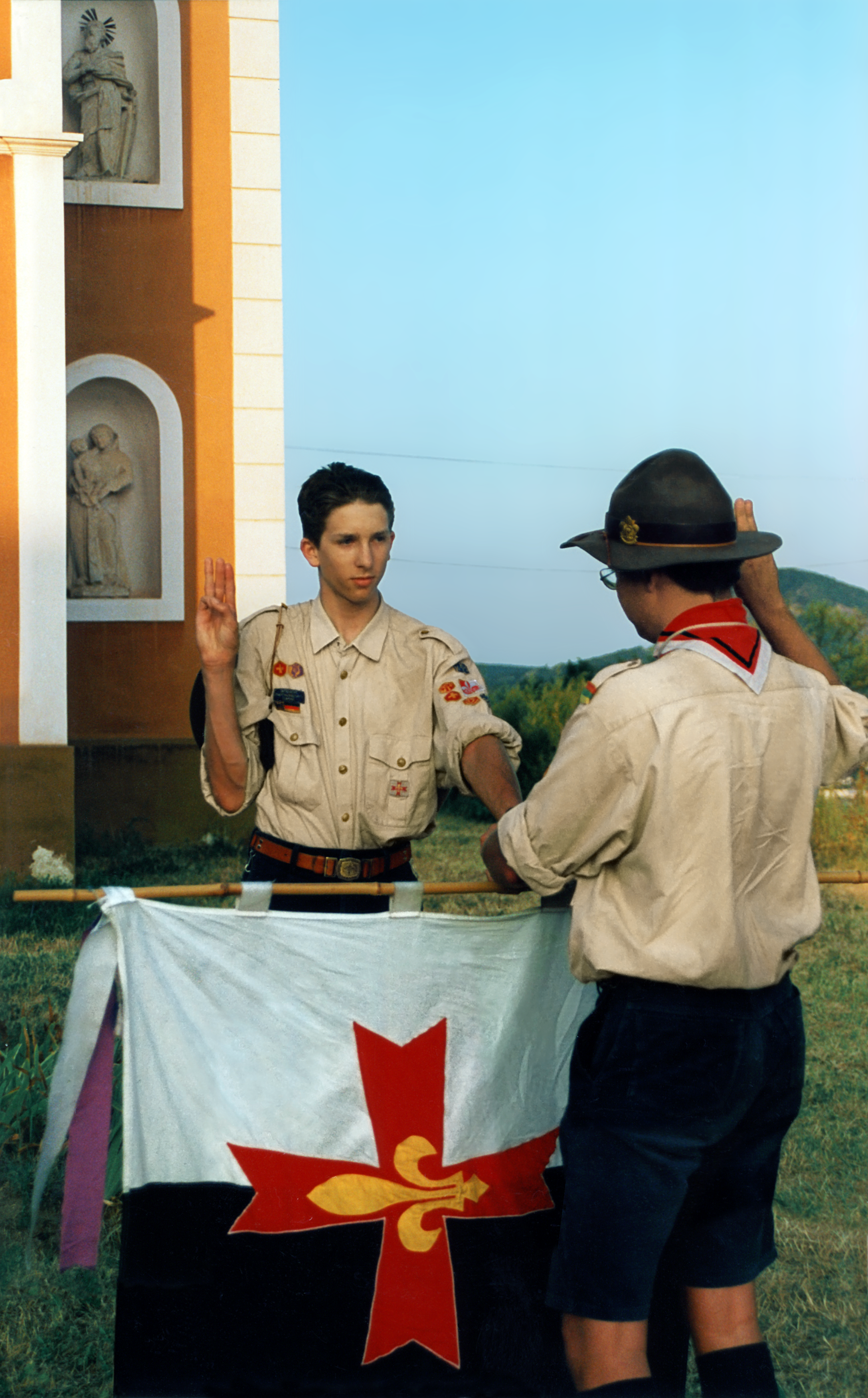
Versprechensfeier mit einem Bundesbanner

Auf den Eintritt in eine Pfadfindergruppe folgt meist eine Zeit gegenseitigen Kennenlernens, bevor das Neumitglied sein Pfadfinderversprechen ablegen darf. Dies geschieht fast immer in einer Versprechensfeier, die auch Aufnahme genannt wird. An ihr nimmt der ganze Pfadfinderstamm teil, seltener auch nur die Gruppe des Mitglieds. Während dieser Feier werden häufig Texte aus der Pfadfinderbewegung (beispielsweise der Abschiedsbrief Baden-Powells) und das Pfadfindergesetz verlesen und Lieder gesungen. Anschließend legt das Neumitglied sein Versprechen ab und wird vom Gruppenleiter in die weltweite Gemeinschaft der Pfadfinder aufgenommen. Als Zeichen dafür wird ihm das Halstuch umgelegt. 
Die Traditionen der Aufnahme sind oft spezifisch von Stamm zu Stamm. Häufig wird versucht, sie bewusst feierlich zu gestalten, um so die Bedeutung und Wertschätzung des Versprechens und des dazugehörigen Symbols, des Halstuches, zu stärken. Deshalb ist die Aufnahme für die Gruppe häufig der zeremonielle Höhepunkt eines Pfadfinderlagers oder gar eines Pfadfinderjahres („Pfadfinders Weihnachten“).
In manchen Verbänden darf erst nach der Pfadfinderaufnahme die Pfadfinderlilie oder das Pfadfinderinnenkleeblatt als Versprechenszeichen auf der Pfadfinderkluft getragen werden. Seltener darf ebenfalls erst nach Ablegen des Versprechens der Pfadfindergruß verwendet werden.
Viele Pfadfinderverbände kennen neben diesem ersten Pfadfinderversprechen weitere Versprechen beim Wechsel in eine andere Altersstufe. Oft werden diese Versprechen als Erneuerung des ursprünglichen Versprechens betrachtet, manche Verbände erweitern aber auch den Inhalt (und Geltungsbereich) des Versprechens. Diese Methode wird Stufen- oder Ständearbeit genannt.

## Das Originalversprechen von Robert Baden-Powell
On my honour I promise that I will do my best –
- To do my duty to God and the King (or to God and my Country)
- To help other people at all times
- To obey the Scout Law.

wörtliche Übersetzung ins Deutsche:
Auf meine Ehre verspreche ich, mein Bestes zu tun –
- Meine Pflicht gegenüber Gott und dem König (oder gegenüber Gott und meinem Land) zu tun
- Anderen Menschen jederzeit zu helfen
- Das Pfadfindergesetz zu erfüllen.

## Pfadfinderversprechen verschiedener Verbände

### Deutsche Pfadfinder*innenschaft Sankt Georg (DPSG)
Das historisch festgelegte Versprechen, das 1971 abgeschafft wurde, lautete:
Ich verspreche bei meiner Ehre, daß ich mein Bestes tun werde,
Gott, der Kirche und dem Vaterland zu dienen,
jederzeit und allen Menschen zu helfen.
und dem Pfadfindergesetz zu gehorchen.
Ab 1971 gab es in der DPSG die sogenannten Leitlinien, an denen sich die Stämme orientieren konnten.
In der DPSG gibt es verschiedene Versprechenstexte. Meist überlegen sich Aufzunehmende ihren Versprechenstext im Gespräch mit ihren Leitern selbst.
Als Beispiel für einen Stamm mit einem festen Versprechen folgendes:
Ich ... verspreche auf meine Ehre und nach besten Kräften:
- Meine Pflicht gegenüber Gott und der Kirche zu erfüllen,
- Meinen Mitmenschen jeder Zeit zu helfen,
- Dem Pfadfindergesetz zu gehorchen.

### Bund der Pfadfinder*innen (BdP)
Das Versprechen derPfadfinderstufe im Bund der Pfadfinder*innen lautet:
Ich will, im Vertrauen auf Gottes Hilfe, nach den Regeln der Pfadfinderinnen und Pfadfinder mit euch leben.
Das Versprechen kann auch ohne religiöse Formel geleistet werden. Meist folgt der Versprechensformel noch ein eigener Zusatz.

### Pfadfinderinnenschaft St. Georg (PSG)
Für das Versprechen in der PSG gibt es keinen vorformulierten Text, wobei es dennoch je nach Altersstufe einen unterschiedlichen Wahlspruch, Bedeutung und Orientierungstext gibt.
|                           | Wahlspruch                                                                   | Bedeutung |
| ------------------------- | ---------------------------------------------------------------------------- | --- |
| Wichtel                   | Ich will mein Bestes tun.                                                    | Ich erkenne Jesus als Freund. Ich verspreche etwas mir und der Gruppe.                                                      |
| Pfadis                    | Allzeit bereit.                                                              | Ich erkenne Gott in meinem Leben. Ich setze mich für die Gemeinschaft ein. Ich beachte die Spielregeln der Pfadfinderinnen. |
| Caravelles (Entscheidung) | Allzeit bereit.                                                              | Ich kann die Welt gestalten. Ich erkenne meine Fähigkeiten.                                                                 |
| Ranger(Vergewisserung)    | Ich setze mich ein für eine gerechte Welt, in der Menschen frei sein können. | Ich werde etwas tun und das immer wieder!                                                                                   |

### Ring Evangelischer Gemeindepfadfinder (REGP)
→ Hauptartikel: Ring Evangelischer Gemeindepfadfinder
Im Ring Evangelischer Gemeindepfadfinder gibt es keine einheitliche Regelung, wann das Versprechen abgelegt und wiederholt wird. Es ist aber in den meisten Stämmen so geregelt, dass das Versprechen bei jeder Halstuchverleihung gesprochen und erneuert wird. 
Es wird meistens in der Gruppe, mit dem gesamten Stamm abgelegt, wobei ein erfahrener Leiter / die Stammesleitung, den Text vorspricht und der Rest den Text nachspricht. Gelegentlich legen Mitarbeiter und Leiter das Versprechen alleine, vor dem Stamm ab, um zu zeigen, dass sie in den Bräuchen sicher sind.

Zum Versprechen machen alle anwesenden Pfadfinder und Pfadfinderinnen den Pfadfindergruß und sprechen folgende Worte: 
Im Vertrauen auf Gottes Hilfe, verspreche ich,
Gott zu dienen,
dem Nächsten zu helfen,
und das Pfadfindergesetz zu erfüllen.

### Pfadfinder und Pfadfinderinnen Österreichs (PPÖ)
Im PPÖ wird mit sieben oder acht Jahren oder innerhalb der Wichtel- und Wölflingszeit bei den Wichteln und Wölflingen ein kleines Versprechen als Einstieg in die Gemeinschaft geleistet. Bei dieser Zeremonie wird den Kindern das Halstuch verliehen.
Ich verspreche, so gut ich kann,
ein gutes Wichtel/ein guter Wölfling zu sein
und nach unserem Gesetz zu leben,
und bitte Gott, mir dabei zu helfen.
Nach einigen Monaten bei den Guides und Spähern (mit 10 bis 11 Jahren) wird das eigentliche Pfadfinderversprechen abgelegt.
Ich verspreche bei meiner Ehre,
dass ich mein Bestes tun will,
Gott und meinem Land zu dienen,
meinen Mitmenschen zu helfen
und nach unserem Gesetz zu leben.
Die optionale Stufe der Biber (5 bis 7 Jahre), die nicht in jeder Gruppe angeboten wird, hat ein eigenes Versprechen.
Ich verspreche, ein fleißiger Biber zu sein und gemeinsam mit meiner Biberfamilie achte ich auf meine Welt und mein Gott kann mich dabei begleiten.

### Pfadfinder-Gilde Österreichs (PGÖ)
Wir versprechen im Geiste des weltumspannenden und völkerverbindenden Pfadfindertums, uns jederzeit für die Erfüllung dieser Gesetze einzusetzen.

### Pfadibewegung Schweiz
Ich verspreche mein Möglichstes zu tun, um
- mich immer von Neuem mit dem Pfadigesetz auseinanderzusetzen,
- nach Sinn und Ziel meines Lebens zu suchen, 
- mich in jeder Gemeinschaft einzusetzen, in der ich lebe.

Im Vertrauen auf Gott (und/oder) zusammen mit euch allen versuche ich, nach diesem Versprechen zu leben.

### Verband Christlicher Pfadfinderinnen und Pfadfinder
Der/Die Einzelne legt nach einer Zeit des gegenseitigen Kennenlernens ein Versprechen ab. Das Versprechen könnte lauten:
„Im Vertrauen auf Gottes Hilfe will ich christliche Pfadfinderin/christlicher Pfadfinder sein und nach unseren Regeln mit Euch leben.“ („Im Vertrauen auf Gottes Hilfe“ kann weggelassen werden.)
Da es sich bei dieser Formulierung nur um einen Vorschlag handelt, entscheiden im VCP die untergeordneten Gliederungen (meist die Stämme) selbst über die Versprechen. Entsprechend gibt es verschiedene Formulierungen.

### Deutscher Pfadfinderbund
Im DPB legt man in seinem Pfadfinderleben mehrere Versprechen (insgesamt 6) ab, angepasst an die Reife der Personen.
Neulings-Versprechen (ca. 7 Jahre):
Ich verspreche gute Kameradschaft zu halten, zu lernen und den Gesetzen zu gehorchen.
Wölflings-Versprechen (ca. 8 Jahre):
Ich verspreche, nach besten Kräften meine Pflicht zu erfüllen und an jedem Tag eine gute Tat zu tun.
Jungpfadfinder/Jungwolf (ca. 11 Jahre):
Ich verspreche, nach besten Kräften meine Pflicht als Pfadfinder zu erfüllen,
den Pfadfindergesetzen zu gehorchen 
und meinen Mitmenschen jeder Zeit zu helfen.
Gildenmädchen/Knappen-Versprechen (ca. 14 Jahre):
Ich verspreche bei meiner Ehre,
meine Pflicht gegenüber Gott und meinem Vaterland zu erfüllen,
dem Pfadfindergesetz nach zu folgen,
und meinen Mitmenschen jederzeit zu helfen.
Das Gelöbnis des Ordensritters ist der Meißner-Formel entnommen.
Ich gelobe, mein Leben zu führen aus eigener Bestimmung, vor eigener Verantwortung und mit innerer Wahrhaftigkeit.

### Deutscher Pfadfinder*innenbund Mosaik
Im Deutscher Pfadfinder*innenbund Mosaik werden zwei Versprechen abgegeben.
Das erste im Alter von ca. 9 Jahren in der Meute, das sogenannte Wöflingsversprechen:
Ich verspreche mein Bestes zu tun, im Vertrauen auf Gott,
ein guter Freund (wahlweise eine gute Freundin) zu sein
und mit euch nach den Wölflingsregeln zu leben.
Nach einer angemessenen Zeit der Zugehörigkeit zur Sippe wird das Pfadfinderversprechen abgelegt:
Ich verspreche mein Bestes zu tun, im Vertrauen auf Gott,
jederzeit und allen Menschen zu helfen
und nach den Pfadfinderregeln zu leben.
Die Versprechen können wahlweise mit oder ohne religiöse Formel abgelegt werden.

### Royal Rangers
Bei den Royal Rangers wird das Versprechen am Ende eines jeden Stammtreffs gemeinsam gesprochen. Es lautet: 
Mit Gottes Hilfe will ich mein Bestes tun, um Gott, meiner Gemeinde und meinen Mitmenschen zu dienen, die Royal-Ranger-Regeln zu halten und die Goldene Regel zu meinem täglichen Leitspruch zu machen!
Da dies der gemeinsame Abschluss und ein wichtiges Element eines Stammtreffs ist, muss jeder Ranger bei seiner Aufnahmeprüfung, die er beim Stammleiter persönlich ablegt, das Royal Ranger-Versprechen auswendig aufsagen.

### AP-Scouts
Bei meiner Ehre verspreche ich:
- meine Pflicht vor Gott und dem Vaterland zu erfüllen,
- meinen Mitmenschen zu dienen
- und dem AP-Scout-Gesetz zu gehorchen.

### Christliche Pfadfinderschaft Dreieich (CPD)
Das Pfadfinderversprechen der Christlichen Pfadfinderschaft Dreieich lautet:
In Vertrauen auf Gottes Hilfe bin ich bereit, mit all meinen Gaben Gott zu dienen, meinem Nächsten zu helfen und die Pfadfindergesetze zu erfüllen.

### Bund Deutscher PfadfinderInnen
Das Wölflingsversprechen lautete früher:
Ich verspreche, 
mein Bestes zu tun gegenüber Gott und meinen Eltern, 
dem Wölflingsgesetz zu gehorchen
und täglich jemandem eine Freude zu bereiten.
Das Pfadfinderversprechen lautete früher:
Ich verspreche auf meine Ehre,
daß ich mein Bestes tun will,
Gott und dem Vaterland zu dienen,
jederzeit und allen Menschen zu helfen,
dem Pfadfindergesetz zu gehorchen.
Aus der Bundesordnung des Bundes Deutscher PfadfinderInnen, beschlossen auf dem Bundes-Thing 1952 auf Burg Ludwigstein.

### Pfadfinderbund Weltenbummler
Im Pfadfinderbund Weltenbummler wird in jeder Stufe ein Versprechen zur Verleihung des Halstuches abgegeben. Das erste im Alter von ca. 4 Jahren, dann etwa mit 7 Jahren das Wölflingsverprechen. Später folgen Pfadfinder- und Roverversprechen. Ein Mitarbeiter, also Erwachsener, legt das gleiche Versprechen ab, wie ein Stufenführer, trägt jedoch ein Blau/Weißes Halstuch.
Das Biberversprechen:
Ich will ein guter Biber sein und unsere Gesetze achten.
Das Wölflingsversprechen:
Ich will ein guter Wolf sein und unsere Gesetze achten.
Das Pfadfinderversprechen beim PbW lautet:
Ich verspreche bei meiner Ehre,
Gott und meinem Vaterland zu dienen,
die Pfadfindergesetze zu befolgen
und täglich eine Gute Tat zu tun.
Das Roverversprechen:
Ich verspreche bei meiner Ehre,
meine pfadfinderischen Ideale zu leben,
der Gesellschaft und unserem Bund zu dienen
und mein Bestes zu geben.
Das Mannschafts-/Führerversprechen:
Ich erneuere im Vertrauen auf Gott 
mein Versprechen und gelobe 
bei meiner Ehre als Pfadfinder
unsere Gemeinschaft keiner Gefahr auszusetzen,
pflichtbewußt meine Aufgaben zu erfüllen,
die Verantwortung für alle meine Kameradinnen
und Kameraden mitzutragen,
die Natur zu schützen 
und den Fortbestand unseres Bundes zu sichern.
Ich bitte alle Pfadfinderinnen und Pfadfinder,
mir bei der Erfüllung meiner Aufgaben
mit besten Kräften beizustehen.